# 11136 Shirleymarinus
11136 Shirleymarinus è un asteroide della fascia principale. Scoperto nel 1996, presenta un'orbita caratterizzata da un semiasse maggiore pari a 2,3726997 UA e da un'eccentricità di 0,1507994, inclinata di 7,53034° rispetto all'eclittica.